# União das Freguesias de Gamil e Midões
União das Freguesias de Gamil e Midões, kurz Gamil e Midões, ist eine Gemeinde (Freguesia) im Kreis (Concelho) von Barcelos im Norden Portugals.
In der Gemeinde leben 1.386 Einwohner auf einer Fläche von 5,83 km² (Stand nach Zahlen von 2011).
Die Gemeinde entstand im Zuge der Gebietsreform in Portugal am 29. September 2013 durch Zusammenlegung der bisherigen Gemeinden Gamil und Midões. Gamil wurde Sitz der Gemeinde.